# Zierliche Seefeder
Die Zierliche Seefeder (Plumaria plumosa, Syn.: Plumaria elegans) ist eine Art der Rotalgen. Sie kommt an steinigen Meeresküsten des Nordost-Atlantik, der Nordsee und Ostsee vor.

## Beschreibung
Die Zierliche Seefeder ist mit einer Haftscheibe am Untergrund festgewachsen. Der weiche Thallus ist kräftig rot bis schwärzlich-dunkelrot und wird etwa 5–10 (selten bis 12) cm hoch. Er besteht aus einer abgeflachten Hauptachse von maximal 1 mm Breite, die in einer Ebene wiederholt unregelmäßig fiederartig verzweigt ist. Auch die Seitenäste sind etwas abgeflacht und dicht mit Fiedern besetzt. Der Thallus ist berindet, mit Ausnahme der Fiederchen letzter Ordnung. Diese sind einzellreihig, tragen an jeder Axialzelle paarige Seitenästchen und enden mit einer stumpfen Zelle. Die letzten Seitenästchen stehen sehr dicht und sind gebogen, die Ästchen auf der Außenseite sind länger als die inneren.

## Entwicklungszyklus
Im Januar treibt die Alge aus überwinterten Thallusresten neu aus. Während des Sommers verlängern sich die Hauptachsen und die Farbe wird dunkler. Die Fortpflanzungsstrukturen entstehen an den Enden der Fiederchen. Es treten sowohl Gametophyten (haploid), Tetrasporophyten (diploid) als auch triploide Thalli mit Parasporen auf.

## Vorkommen
Die Zierliche Seefeder ist an den Meeresküsten des Nordost-Atlantik von Skandinavien bis nach Portugal weit verbreitet. Sie wurde auch vor Nordamerika gefunden. An den deutschen Küsten kommt sie bei Helgoland und in der westlichen Ostsee vor.
Sie besiedelt die mittlere und vor allem untere Gezeitenzone. Dort wächst sie an Felsen, unter Beständen von Sägetang (Fucus serratus) oder an schattigen Hafenwänden. Gelegentlich ist sie auch sublitoral an Stielen von Palmentang (Laminaria hyperborea) zu finden.

## Systematik
Die wissenschaftliche Erstbeschreibung erfolgte 1762 durch William Hudson unter dem Namen Fucus plumosus (in: Flora anglica, S. 473). Carl Ernst Otto Kuntze stellte die Art 1891 in die Gattung Plumaria. Es ist die einzige heute noch akzeptierte Art dieser Gattung.
Synonyme sind Ceramium plumosum (Hudson) Roth, Fucus plumosus Hudson, Plumaria elegans (Bonnemaison) F.Schmitz, Plumaria plumosa var. tenuissima C.Agardh, Ptilota elegans Bonnemaison, Ptilota sericea Harvey und Ptilota plumosa var. tenuissima C.Agardh.